# Rochuskapelle (Hohenecken)
Die Rochuskapelle ist eine römisch-katholische Kirche im Ortsteil Hohenecken der Stadt Kaiserslautern. Sie steht seit 1983 als Einzeldenkmal unter Denkmalschutz und ist dem hl. Rochus von Montpellier geweiht.

## Geschichte
Bis 1665 wurden die katholischen Gottesdienste in der Schlosskapelle abgehalten, danach dann in der „Unteren Kirch“. Diese war 1565 für die reformierten Christen errichtet worden. 1688 wurde diese wohl im Pfälzischen Erbfolgekrieg zerstört. 1747/48 wurde an gleicher Stelle die Rochuskapelle erbaut. 1877 wurde sie durch die Errichtung der Pfarrei St. Rochus zur Pfarrkirche. Inzwischen war Hohenecken durch die Industrialisierung stark gewachsen und die Kapelle schnell zu klein geworden. So baute man 1896/97 die heutige Pfarrkirche St. Rochus im neugotischen Stil nach den Plänen des Architekten Ludwig Becker. In der Folge erlebte die Kapelle eine sehr wechselvolle Geschichte: Sie wurde vom Cäcilienverein genutzt, später stand sie auch viele Jahre leer. Zwischen 1970 und 1985 wurden immer wieder Maßnahmen zur Erhaltung der Bausubstanz vorgenommen. Auch in den frühen 1990er Jahren wurden Restaurierungsarbeiten durchgeführt.

## Architektur
Der verputzte Saalbau mit dreiseitigem Chor ist nach Osten ausgerichtet. Für den ländlichen Stil des Spätbarock typisch ist die Sandsteingliederung. Die Ecken sind durch Pilaster und Lisenen hervorgehoben. Auf der westlichen Giebelseite sitzt ein rundbogiges Portal mit zweiflügeligem Türblatt, im Schlussstein ist ein Auge Gottes mit flankierenden Engeln erkennbar, darüber ein Okulus, ein Rundbogenfenster und schließlich ein oktogonaler Giebelreiter mit Spitzhelm. An den Längsachsen sitzen je zwei Fenster mit Rundbogen, auf der Nordseite kleiner als auf der Südseite. An der Stirnseite des Chores sitzt ein kleiner Okulus.

## Ausstattung
Das Innere der Kirche ist karg ausgestattet. Auf der Portalseite im Westen wurde eine Empore mit geschweifter Balustrade auf hölzernen Rundsäulen errichtet. Eine flache Decke über einer Hohlkehle deckt den Raum. Der Altar mit Tabernakel im Stil des Spätrokoko entstand um 1770. Der Taufstein steht auf einem Sockel aus Sandstein und wurde im 18. Jahrhundert geschaffen.

## Umfeld
Im Eingang des Kirchgartens mit originaler Einfriedung steht ein Sandsteinkreuz mit Metallkorpus. Der Korpus ist jüngeren Datums, das Kreuz stammt aus der Mitte des 18. Jahrhunderts. Außerdem finden sich im Kirchgarten mehrere ältere Grabsteine vom ehemals hier gelegenen Friedhof.